# Proximity - Doppia fuga
(Tagline)
Proximity - Doppia fuga (Proximity) è un film del 2001 diretto da Scott Ziehl.

## Trama
William Conroy è un ex professore finito in prigione per aver provocato, ubriaco alla guida, la morte di una ragazza. Gli mancano ancora sei mesi da scontare, quando un suo vicino di cella, che lo aveva avvertito sulle strane morti che avvengono in carcere, viene ucciso di notte dalle guardie, che tentano di eliminare anche lui qualche giorno dopo, con la complicità di un altro recluso e con la scusa di condurlo a un'udienza che in realtà non è stata fissata.
Riuscito a fuggire, Conroy si attiva con il proprio avvocato, contattando anche un giornalista, per indagare su quello che ben presto si rivela essere un complotto, macchinato da un'associazione in favore della pena di morte, per uccidere segretamente, dietro richiesta dei familiari delle vittime, i colpevoli di omicidio che sono stati condannati a pene leggere.

## Distribuzione
In Italia è stata trasmessa sia su Rai 4 che sul circuito nazionale 7 Gold dove lo ha trasmesso il 20 novembre 2024.